# Samuel Z. Arkoff
Samuel Zachary Arkoff (Fort Dodge, 12 juni 1918 – Burbank, 16 september 2001) was een Amerikaanse filmproducent, bekend als de medeoprichter van American International Pictures.

## Biografie
Arkoff werd geboren in Fort Dodge (Iowa) uit Russisch-Joodse ouders. Hij was de zoon van Helen (Lurie) en Louis Arkoff. Arkoff studeerde rechten aan de Loyola Law School in Los Angeles. Hij begon aanvankelijk als advocaat, gespecialiseerd in de entertainmentindustrie.
Hij was getrouwd met Hilda Rusoff tot haar dood in juli 2001. Ze kregen twee kinderen: Louis en Donna. Louis "Lou" Arkoff was zijn productiepartner en Donna Roth is een filmproducent die getrouwd is met Joe Roth, de voormalige voorzitter van Walt Disney Studios. Hij had ook vijf kleinkinderen en een achterkleinzoon.
Arkoff overleed op 16 september 2001 in Burbank (Californië) op 83-jarige leeftijd.

## Carrière
Arkoff begon zijn carrière in Hollywood als producent van The Hank McCune Show, een baanbrekende sitcom uit 1951.
In 1954 richtte James H. Nicholson de American Releasing Corporation op, die later bekend werd als American International Pictures (AIP), en maakte Arkoff vice-president. AIP-films waren meestal lowbudget, met een productie die in een paar dagen was voltooid, hoewel ze bijna allemaal winstgevend werden. Samen met zakenpartner James H. Nicholson en producent-regisseur Roger Corman produceerde hij achttien films.
AIP wordt ook gecrediteerd voor het starten van een paar genres, zoals de strandfeestfilms en outlaw biker films, en het bedrijf speelde een substantiële rol in het horrorfilmgenre naar een nieuw niveau te tillen met successen zoals I Was a Teenage Werewolf (1957), Blacula (1972) en The Thing with Two Heads (1972). De films van AIP hadden veel gevestigde acteurs in hoofd- of cameorollen, zoals Boris Karloff, Elsa Lanchester, Peter Lorre en Vincent Price, evenals anderen die later bekende namen werden, waaronder Don Johnson, Nick Nolte, Diane Ladd en Jack Nicholson. Een aantal acteurs die door het grootste deel van Hollywood in de jaren 60 en 70 werden gemeden of over het hoofd werden gezien, zoals Bruce Dern en Dennis Hopper, vonden ook werk in een of meer van Arkoffs producties. Arkoffs meest financieel succesvolle film was The Amityville Horror (1979), een verfilming van het gelijknamige boek van Jay Anson.
Na de verkoop van AIP aan Filmways in 1979 was Arkoff ontevreden met de richting die het bedrijf uitging en in december 1979 nam hij ontslag om zijn eigen productiebedrijf op te richten: Arkoff International Pictures.
Arkoffs autobiografie uit 1992 had als titel Flying Through Hollywood by the Seat of my Pants: From the Man who Brought You I was a Teenage Werewolf and Muscle Beach Party.
In 2000 was Arkoff samen met voormalige medewerkers, waaronder Roger Corman, Dick Miller en Peter Bogdanovich, te zien in de documentaire SCHLOCK! The Secret History of American Movies (2001), een film over de opkomst en ondergang van de Amerikaanse exploitatiefilm.

## De "ARKOFF-formule"
In een interview uit 1998 in het tijdschrift van de Producers Guild of America had Arkoff het over zijn "ARKOFF-formule" voor het maken van succesvolle, memorabele films. De formule, of beter gezegd de checklist, vormt een acroniem van zijn achternaam en identificeert de inhoudelijke elementen die een film, vooral een lowbudgetproductie, moet bevatten:
- Action (opwindend, onderhoudend drama)
- Revolution (nieuwe of controversiële thema's en ideeën)
- Killing (een beetje geweld)
- Oratory (opvallende dialogen en toespraken)
- Fantasy (fantastische avonturen in een opwindende setting)
- Fornication (sexappeal, voor jongvolwassenen)